# アルファロメオ・33 ストラダーレ
33 ストラダーレ（33 Stradale）は、イタリアの自動車メーカーであるアルファロメオが製造・販売したスポーツカーである。

## 初代（1967年-1969年）
33 ストラダーレは、レーシングカーであるアルファロメオ・ティーポ 33の技術を応用して製造された。車名のストラダーレはイタリア語で道路を意味し、公道走行可能な車両であることを表している。
ステランティスや、イタリアのアルファロメオ博物館のホームページでは車名を「33 ストラダーレ」としているが、日本では「ティーポ 33 ストラダーレ」や「ティーポ 33/2 ストラダーレ」などの異なった車名で表記される場合もある。
33 ストラダーレはレーシングカーの開発にかかる費用を賄うために開発・販売された。合計で18台分のシャシーが製作された。高価な車両価格や製造上の問題などのため、実際にボディを装備し販売された車両は12台程度とみられ、残りのシャシーは後述のコンセプトカーの製造のためなどに使用された。
1967年9月10日、フォーミュラ1世界選手権のイタリアGPが開催されるモンツァでプロトタイプが先行公開され、その数週間後のトリノモーターショーで正式にデビューした。デザインはフランコ・スカリオーネが担当した。車体の製作を担当したのは、ミラノのカロッツェリア・マラッツィであった。

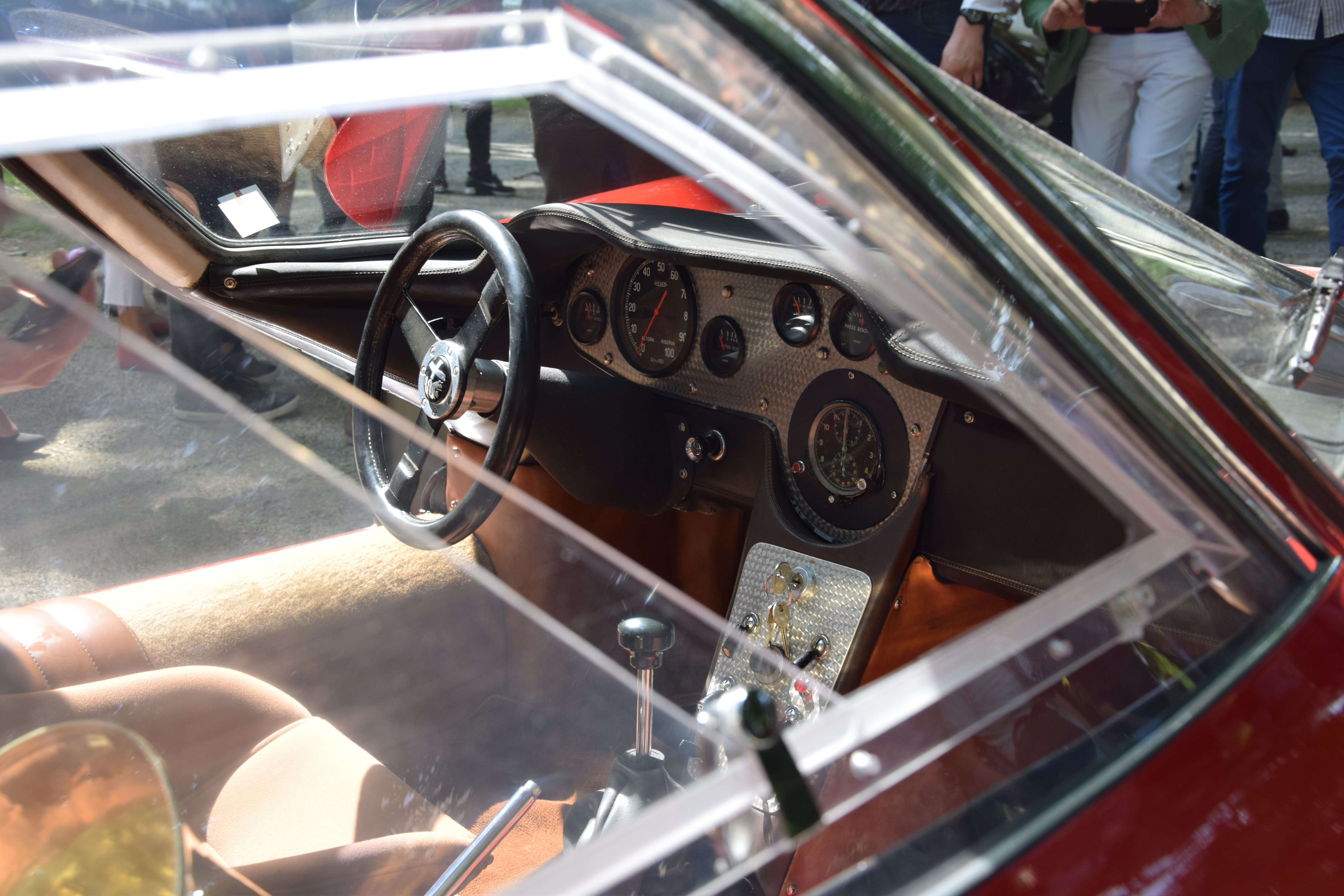
インテリア

シャシーは同社のレーシングカーであるティーポ33/2のものをベースとしているが、ホイールベースは100mm延長されている。また、運転席周辺にスチール板による補強がなされるなど、市販のための改良が施された。バタフライドアと呼ばれる開閉機構を持つ最初のロードカーである。
エンジンはアルファロメオのレーシングチームであるアウトデルタのカルロ・キティにより設計され、レーシングカーの技術を用いた新開発のものであった。排気量は1,995ccで、バンク角90度のV型8気筒DOHC16バルブ自然吸気。SPICA製燃料噴射を持ちボア×ストロークは78mm x 52.2mm、圧縮比は10.5:1。エンジン出力は8,800rpmで227馬力、レブリミットは10,000rpmに設定された。トランスミッションはバレリオ・コロッティ製の6速マニュアル。最高速度は時速160マイル程で、0-60mph(0–97km/h)加速は6秒未満とされる。
製造された車両の内、最初の2台はプロトタイプで片側2灯式のヘッドライトを備えていた。公道で使用するにあたり、このライトが高さ規制に適合していなかったため、市販仕様では1灯式に変更された。この他にもフェンダー後部のスリットなど、プロトタイプと市販車でボディ形状に違いがみられる。また、エンジン出力もプロトタイプの270馬力に対し、市販車では230馬力にデチューンされていた。

### コンセプトカー

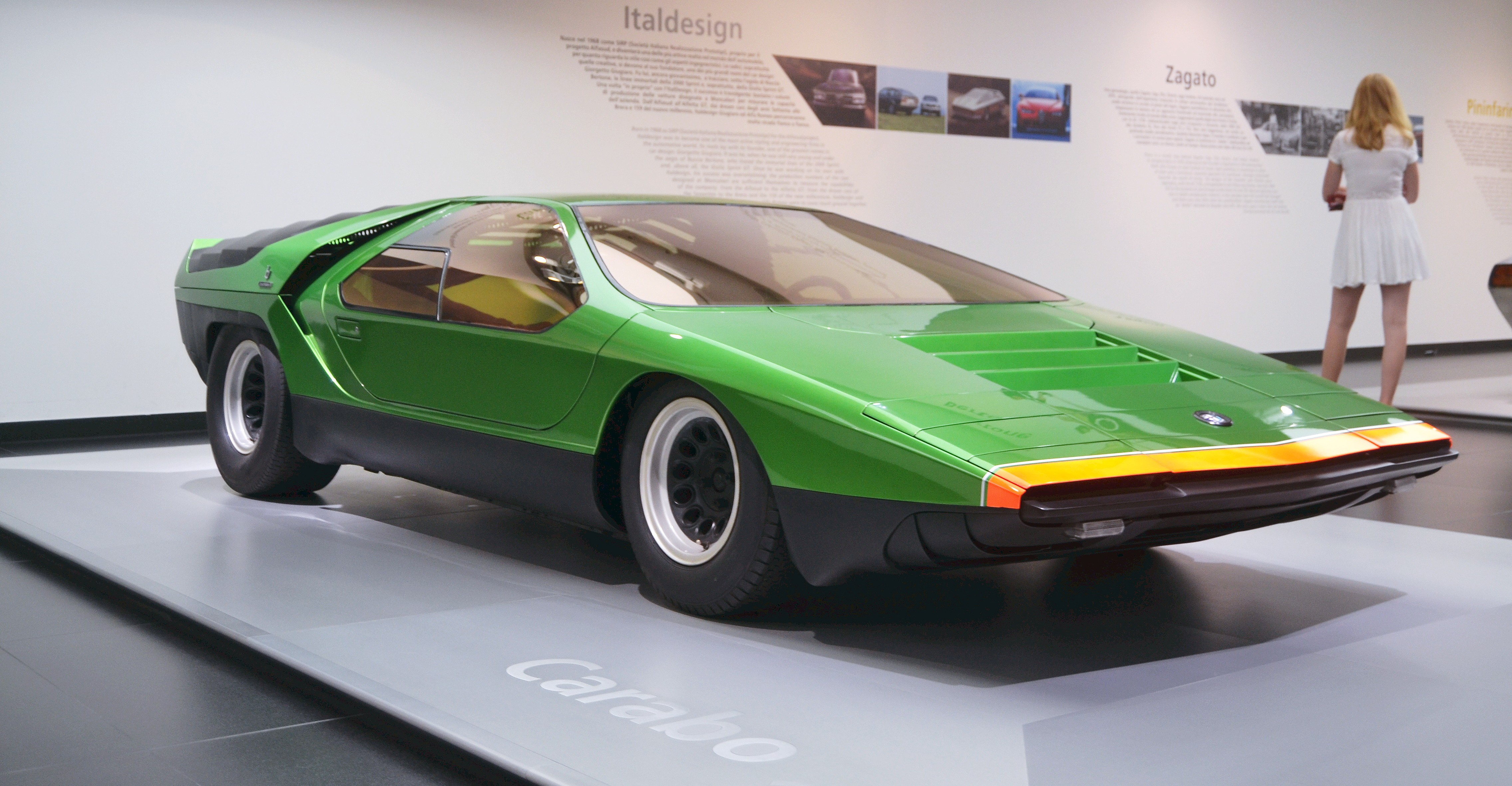
アルファロメオ・カラボ

33 ストラダーレのために製造されたシャシーの内、販売されずに残ったものは同社のコンセプトカーの製作に使用された。
最初に製作されたコンセプトカーは、マルチェロ・ガンディーニがデザインしベルトーネが手掛けたカラボで、1968年のパリ・モーターショーで公開された。約一か月後のトリノ・モーターショーではピニンファリーナが手掛けたP33ロードスターが公開された。1969年には同じくピニンファリーナにより33/2クーペ・スペチアーレが、イタルデザインからはイグアナが製作されている。1971年にはピニンファリーナ製作のアルファロメオ・33 ピニンファリーナ クネオが、1976年にはイタルデザインがナバホを製作している。

## 2代目（2023年-）
2023年8月30日、アルファロメオは2代目の33 ストラダーレを発表した。33台の限定生産で、価格は約300万ユーロ（4億7,500万円）。2022年のF1イタリアグランプリで購入候補者にデザインスケッチが公開された後、数週間で完売したという。
エクステリアのデザインは初代33ストラダーレから着想を得ており、楕円型のヘッドライトやバタフライドア、テールライトなどが特徴となる。搭載するパワートレインはV型6気筒エンジンか3基のモーターを搭載したEV仕様の2種類が存在し、購入者はどちらかを選択できる。
V6エンジンは同社のジュリアなどにも搭載される2.9L V6を改良したもので、排気量はボアアップされ3.0Lとなり、出力は100馬力増加して620馬力となった。トランスミッションはZF製。一方バッテリーEVパワートレインはアルファロメオの市販モデルとしては初採用となり、3基のモーターで最高出力は750馬力。航続距離はWLTPサイクルで約450km。
最高速度は333km/h、0-100km/h加速は3秒以下と公表されている。開発時にはF1ドライバーのバルテリ・ボッタスがテストを行った。
モノコックはカーボンファイバー製でHフレームはアルミニウム製。バタフライドアのフレームもカーボンファイバー製でリアウインドウにはポリカーボネートが使われている。
車両の製造はカロッツェリア・トゥーリング・スーパーレジェーラが担当する。インテリアや装飾などは購入者の希望によりカスタマイズ可能で、車両識別番号（VIN）の下8桁も自由に選択できる。